# Zystrognophos
Zystrognophos là một chi bướm đêm thuộc họ Geometridae.